# جشنواره لبوفسکی

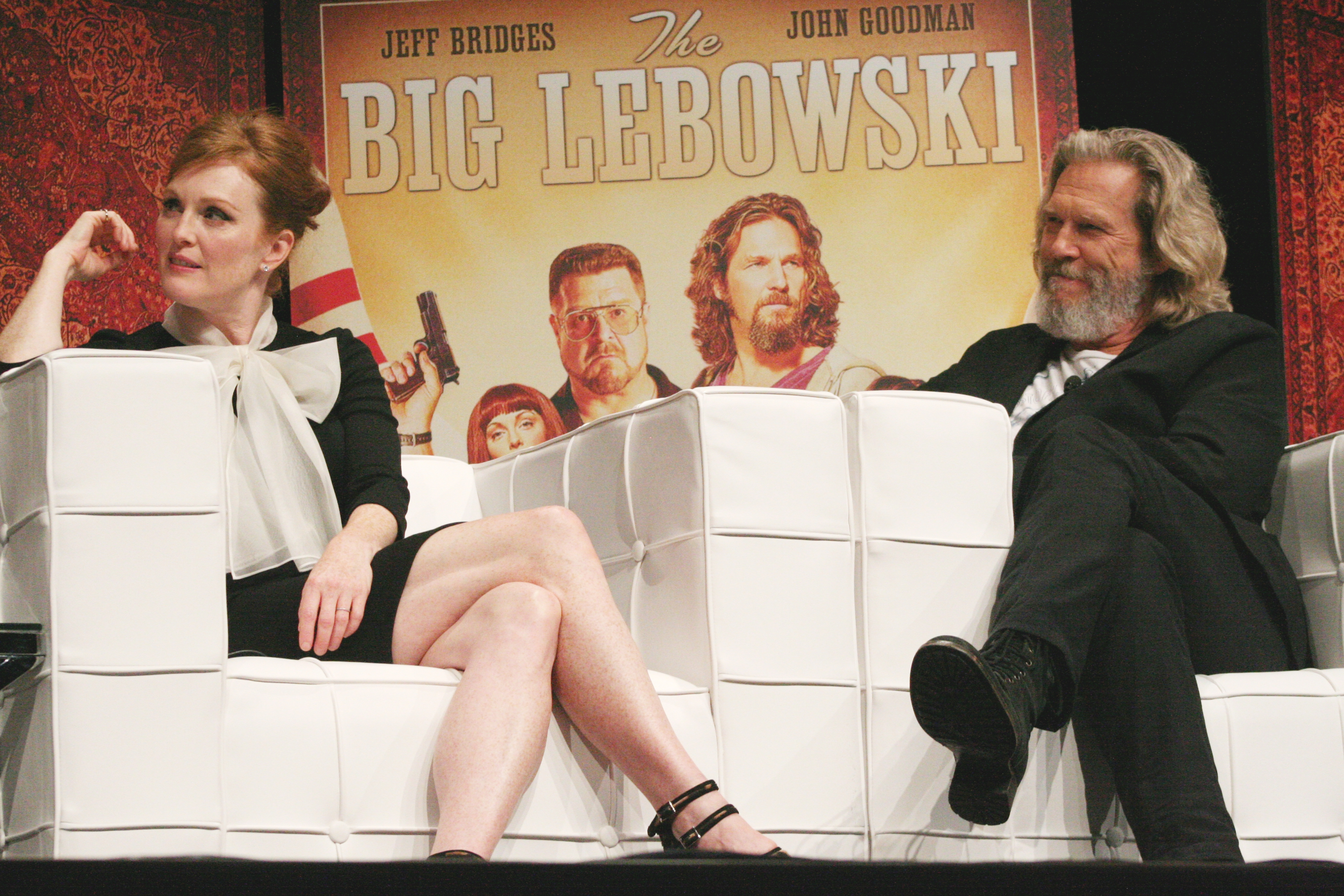
جولین مور و جف بریجز در جشنواره لبوفسکی

جشنوارهٔ لبوفسکی (به انگلیسی: Lebowski Fest)، جشنواره‌ای سالانه است که با هدف بزرگداشت فیلم کالت لبوفسکی بزرگ، ساختهٔ برادران کوئن برگزار می‌شود. جشنواره معمولاً دو روز طول می‌کشد و با پخش فیلم، موسیقی زنده و بازی بولینگ همراه است؛ شرکت‌کنندگان نیز در لباس شخصیت‌های فیلم در جشنواره حضور پیدا می‌کنند.